# Opbaren

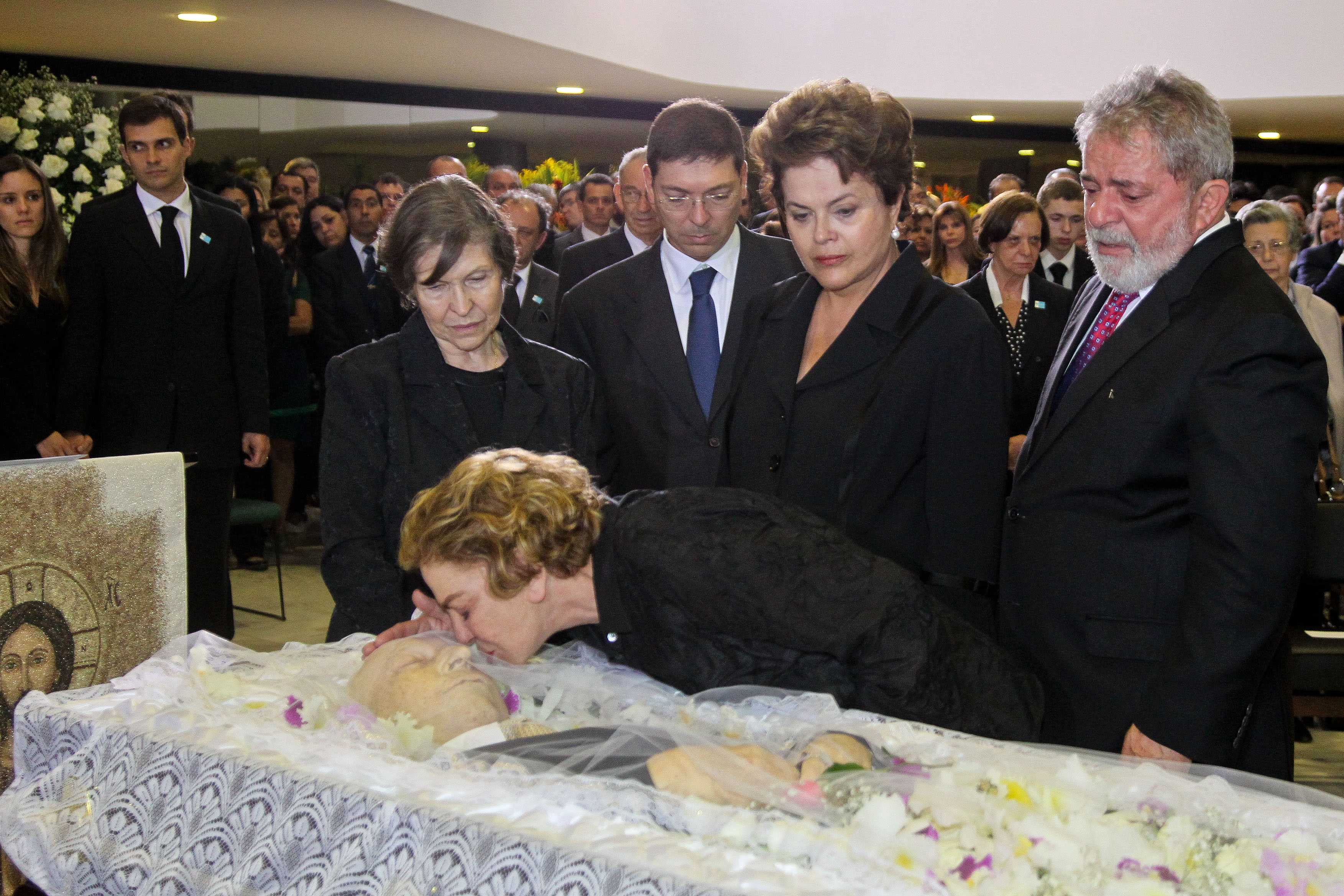
De Braziliaanse ex-vicepresident José Alencar ligt opgebaard tijdens een rouwplechtigheid.

Opbaren is letterlijk het 'op een baar leggen' van een overledene. Het maakt vaak deel uit van het afscheidsritueel rond het overlijden. Het opbaren wordt in de regel verzorgd door een uitvaartondernemer, maar kan ook door nabestaanden worden gedaan. Het opbaren kan gebeuren in het huis van de overledene maar ook bijvoorbeeld in een uitvaartcentrum. Kort voor een uitvaartplechtigheid is het lichaam van de overledene vaak ook korte tijd opgebaard in bijvoorbeeld een apart kamertje van een crematorium, waar ieder die dat wil afscheid kan nemen.
Nadat een overledene is afgelegd, wordt het lichaam zodanig neergelegd dat nabestaanden afscheid kunnen nemen van de overledene. Daarbij wordt meestal gebruikgemaakt van een bed, een 'baar', maar de overledene kan ook onmiddellijk na het afleggen gekist worden en in een open of gesloten kist worden opgebaard.

## Tijdelijke conservering
Om het lichaam tijdens de periode van het opbaren, dus vanaf het overlijden tot aan de uitvaart, in goede conditie te houden zodat het toonbaar blijft, kunnen verschillende maatregelen worden genomen. Zo wordt het vaak gekoeld. Het meest effectief gebeurt dat in een koelcel en dat wordt vaak gedaan gedurende de uren dat het lichaam niet opgebaard hoeft te zijn, bijvoorbeeld gedurende de nacht. Om het lichaam ook te koelen terwijl het opgebaard is, kan een koelplaat onder het lichaam worden gelegd. Dat kan zowel in een bed als in een doodskist. Een andere methode om het lichaam tijdelijk te conserveren is thanatopraxie. Daarbij wordt het lichaam op chemische wijze tijdelijk geconserveerd.